# 奈良県道38号桜井都祁線
奈良県道38号桜井都祁線（ならけんどう38ごう さくらいつげせん）は、奈良県桜井市から同県奈良市に至る主要地方道に指定された県道である。

## 概要
奈良県桜井市初瀬を起点とし、奈良市針町に至る。

### 路線データ
- 陸上距離：14.5 km
- 起点：桜井市初瀬（国道165号交点）
- 終点：奈良市針町（国道25号交点）

## 地理

### 通過する自治体
路線名に含まれる“都祁”はかつて存在した都祁村を指していたが、平成の大合併により奈良市の一部になった。
- 奈良県
  - 桜井市 - 奈良市 - 天理市 - 奈良市

### 交差する道路
| 交差する道路               | 交差する場所 | 交差する場所 | 交差する場所 | 交差する場所 | 備考 |
| -------------------------- | ------------ | ------------ | ------------ | ------------ | ---- |
| 国道165号                  | 奈良県       | 桜井市       | 桜井市       | （出雲）     |      |
| 国道165号                  | 奈良県       | 桜井市       | 桜井市       | 初瀬         |      |
| 奈良県道50号大和高田桜井線 | 奈良県       | 桜井市       | 桜井市       | （修理枝）   |      |
| 奈良県道781号都祁名張線    | 奈良県       | 奈良市       | 奈良市       | （藺生町）   |      |
| 国道25号                   | 奈良県       | 奈良市       | 奈良市       | 針           |      |

※ 交差する場所の括弧書きは地名、それ以外は交差点名で表示

### 沿線
- 長谷寺駅
- 長谷寺
- 初瀬ダム